# Hydrure de positronium
L’hydrure de positronium est une espèce chimique, de formule PsH et constituée d'un atome exotique de positronium combiné à un atome d'hydrogène, c'est-à-dire d'un positon (ou positron) et d'un proton unis par une liaison covalente standard à deux électrons ; l'énergie de liaison de cette molécule vaut 1,1 ± 0,2 eV et sa durée de vie serait de 0,5 ns.
L'existence de l'hydrure de positronium a été prédite en 1951 et étudiée par la suite d'un point de vue théorique, mais la « molécule » (ou l'atome) ne fut observée qu'en 1990. R. Pareja et R. Gonzalez, travaillant à Madrid, sont parvenus à piéger du positronium dans une matrice cryogénique d'hydrogène chargée d'hydroxyde de magnésium Mg(OH)2. Ce piège a été préparé par Yok Chen, du Oak Ridge National Laboratory. De l'hydrure de positronium a été généré en 1992 dans une expérience réalisée par David M. Schrader, F.M. Jacobsen et leurs collaborateurs à l'université d'Aarhus au Danemark. Les chercheurs ont produit des molécules d'hydrure de positronium en projetant de puissants jets de positrons sur du méthane, lequel présente la plus forte concentration d'atomes d'hydrogène. En ralentissant, les positrons étaient capturés par des électrons ordinaires pour former des atomes de positronium qui réagissaient alors chimiquement avec des atomes d'hydrogène du méthane.
L'hydrure de positronium peut être considéré comme un analogue de l'antihydrogène, le proton et les deux électrons de H− jouant collectivement le rôle de l'antiproton. En 2021, l'existence et la stabilité de la molécule (PsH)2 est prédite par une méthode de Monte-Carlo quantique. Dans cette molécule, la liaison chimique des deux atomes PsH est assurée par un doublet de positons, analogue au doublet électronique qui assure la liaison de la molécule de dihydrogène (H2).